# Rose-Marie Heimerdinger

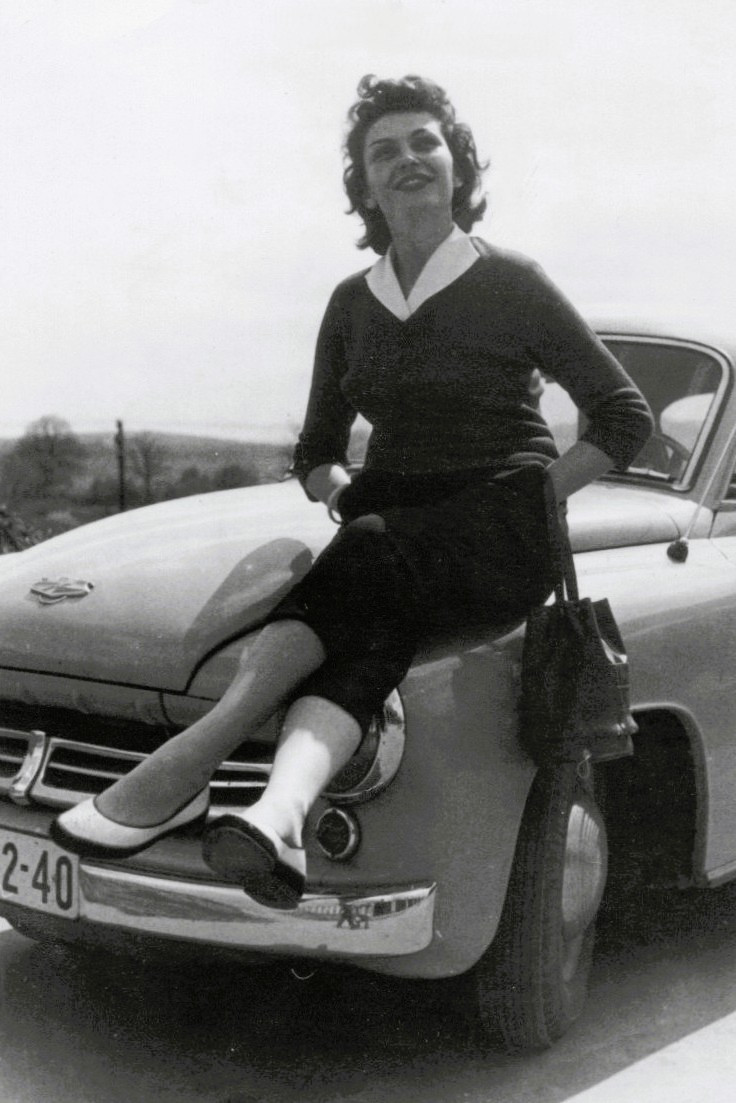
Rose-Marie Heimerdinger auf einem Wartburg sitzend

Rose-Marie Heimerdinger (* 27. November 1928 in Breslau), seit ihrer Hochzeit Rose-Marie Oertel, ist eine deutsche Schlagersängerin.

## Leben
Rose-Marie Heimerdinger erlernte den Beruf einer Zahnarzthelferin. Am Ende des Zweiten Weltkriegs floh die Familie von Niederschlesien über eine Station in Dresden nach Zeitz, wo sie ein neues Zuhause fand. Ihr Interesse am Theater führte sie in den Theaterchor. Das gesangliche Talent fiel dem Chorleiter auf, durch den sich die Möglichkeit eröffnete, eine Gesangs- und Artistik Ausbildung zu beginnen, die sie am 1. Juni 1948 mit einer Prüfung an der Hochschule für Musik und Darstellende Kunst Frankfurt am Main abschloss. Mit der Kapelle Paula trat sie in Zeitz und Umgebung auf. Bei einem dieser Auftritte wurde sie durch Günter Heymann entdeckt, der ihr das Angebot unterbreitete in dessen Chemnitzer Band zu singen. In der Band Günter Heymann lernte sie den Pianisten, Arrangeur und Komponisten Kurt Oertel kennen, den sie später heiratete.
Kurt Oertel komponierte und Harro Korth textete für sie den ersten Hörfunktitel Ich glaube an das Glück zu zwei ‘n, der beim Berliner Rundfunk im Juni 1960 im Schlager ABC uraufgeführt wurde. Mit der Lizenzübernahme von Verliebt in Kopenhagen konnte sie ihre erste Platte bei AMIGA aufnehmen. Im Fernsehen war sie in allen einschlägigen Musik- und Unterhaltungssendungen in Tip-Parade, Musik ist Trumpf  und Schlager einer kleinen Stadt zu sehen, was ihre Popularität erhöhte. Sie sang nicht nur als Solistin, sondern erfolgreich mit dem Prager Sänger Jiri Popper und dem Schweizer Rec Demont. Es folgten Auftritte und Tourneen im In- und Ausland mit dem Tanz- und Schauorchester Sellin unter Leitung von Helmut Opel, mit den Dresdner Tanzsinfonikern unter Günter Hörig sowie anderen Orchestern.
In einer öffentlichkeitswirksam angekündigten Großveranstaltung zur Rückkehr der DDR-Mannschaft von den Olympischen Sommerspielen 1960 in Rom, die am 14. September 1960 vom Fernsehen der DDR im Leipziger Zentralstadion vor 70.000 Zuschauern aufgenommen wurde, trat sie unter Leitung von Heinz Quermann mit Sängerinnen wie Helga Brauer und Julia Axen mit musikalischer Unterstützung durch renommierte Orchester und der Teilnahme von Schauspielern und Komikern auf. 1961 erlangte sie mit Jedes Jahr im Frühling den 3. Platz in der Schlagerrevue, der Wertungssendung des Rundfunks der DDR. Bei ihren Hörfunkaufnahmen wurde sie häufig von dem Rundfunk-Tanzstreichorchester Berlin unter der Leitung von Jürgen Hermann begleitet, aber auch vom Orchester Günter Oppenheimer oder dem Rundfunk Tanzorchester unter der Leitung von Günter Gollasch.

Der Seite DDR-Tanzmusik zufolge, war ihre Hochzeit mit dem Komponisten und Arrangeur Kurt Oertel legendär:
Als bei einem Gastspiel in Bad Salzungen wegen starken Regens die Stadtbesichtigung ausfiel entschlossen sich beide, spontan zu heiraten. Der Bürgermeister organisierte die Trauung schnell und der Standesbeamte war einziger Hochzeitsgast. Schon wenig später stand Rose-Marie wieder auf der Bühne - bei ihrem nächsten Auftritt. Kurt Oertel komponierte eine ganze Anzahl Melodien, die durch Rose-Marie auf der Bühne vorgetragen wurden.
2016 war sie Studiogast in der Hörfunksendung Kofferradio von Siegfried Trzoß, mit dabei waren ihre Tochter Ulla Selke (geb. Oertel) und deren Mann Ralf, die in der Country-Band ….And Friends Berlin singen und spielen.

## Diskografie (Auswahl)

### LP
- 1982: Amiga Cocktail 1961–1962. Seite 1, Track 5: Jedes Jahr im Frühling. AMIGA

### EP
- 1963 (Neuauflage 1999): Charleston-Omnibus / Mitsou / Ich denke jeden Abend so zärtlich an dich. Mit Ruth Brandin, Richard Adam und Arite Mann, AMIGA
- 1963: Die klingende Monatsschau - Dezember 1963. Mit Volkmar Böhm, Ruth Brandin, Günter Gollasch u. a., AMIGA
- 1964: Rosetta. Mit Manfred Krug, Ellen Tiedtke und Steffen Reuter, AMIGA

### Singles
- 1962: Wenn Im Tivoli Tulpen Blüh'n / Ich warte immer noch auf einen Kuss von dir. AMIGA
- 1962: So wird es immer wieder sein / Jedes Jahr Im Frühling. AMIGA
- 1963: Ich denke jeden Abend so zärtlich an dich / Einen Freund - Einen Freund. AMIGA
- 1963: Das könnte Liebe sein / Dudelsack Swing. AMIGA
- 1964: Versprich mir, daß wir uns wiederseh'n / Sommermelodie. AMIGA
- 1964: Rosen haben Dornen / So schnell geschieht kein Wunder. AMIGA

### CD
- 2007: 60 Jahre Amiga - Die Amiga Tanz-Party. 3-CD Box, CD 2, Track 15: Ich warte immer noch auf einen Kuß von dir. Amiga / Sony BMG Music Entertainment
- 2013: Schlager Cocktail 1961–1962 (Original DDR Schlager Album mit Bonus Tracks). Track 5: Jedes Jahr im Frühling. Salt & Pepper[6]
- 2018: Schlager Diamanten der DDR, 1959–1962. Pt. 2, Vol. 1, Track 14: Ich warte immer noch auf einen Kuss von dir. Intense Media